# Daddala microdesma
Daddala microdesma är en fjärilsart som beskrevs av Louis Beethoven Prout. Daddala microdesma ingår i släktet Daddala och familjen nattflyn. Inga underarter finns listade i Catalogue of Life.